# Јужноамеричка плоча
Јужноамеричка плоча, тектонска је плоча која укључује континент Јужна Америка, али и значајне делове морског дна Атлантског океана који се пружају источно све до Средњоатлантског гребена.
Источна страна је дивергентна граница са Афричком плочом која чини југоисточни део Средњоатлантског гребена. Јужна страна је комплексна граница са Антарктичком плочом и Шкотском плочом. Западна страна је конвергентна граница са субдуктивном Насканском плочом. Северна страна је граница са Карипском плочом и океанском кором Северноамеричке плоче. Код Чилеанске тачке тројног пуцања односно полуострва Таитао — Трес Монтес, океански гребен Чилеанско узвишење подвлачи се под Јужноамеричку тектонску плочу.
Јужноамеричка плоча се креће. „Делови граница плоче који се наизменично састоје од релативно кратких трансформних раседа и сегмената гребена који се шире представљени су границом која прати општи тренд.” Вектор померања је усмерен западно од Средњоокеанског гребена односно Афричке плоче. Насканска плоча која се креће источно и која је гушћа, подвлачи се под западни руб Јужноамеричке плоче дуж пацифичке обале континента брзином од 77 mm (3,0 in) годишње. Ово сударање плоча је узрок подизања масивних Анди те настанак вулкана раштрканих по планинама овог венца.